# Castle Point (circonscription britannique)
Circonscription parlementaire de la Chambre des communes
La circonscription de Castle Point est une circonscription située dans l'Essex, et représentée à la Chambre des communes du Parlement britannique depuis 2010 par Rebecca Harris du Parti conservateur.

## Géographie
La circonscription comprend:
- Les villes de Canvey Island et Hadleigh

## Députés
Les Members of Parliament (MPs) de la circonscription sont:
| Législature                            | Années       | Député    | Député           | Parti        |
| -------------------------------------- | ------------ | --------- | ---------------- | ------------ |
| Castle Point issue de South East Essex |              |           |                  |              |
| 49e                                    | 1983–1987    |           | Bernard Braine   | Conservateur |
| 50e                                    | 1987–1992    |           | Bernard Braine   | Conservateur |
| 51e                                    | 1992–1997    | Bob Spink |                  | Conservateur |
| 52e                                    | 1997–2001    |           | Christine Butler | Travailliste |
| 53e                                    | 2001–2005    |           | Bob Spink (2)    | Conservateur |
| 54e                                    | 2005–2008    |           | Bob Spink (2)    | Conservateur |
| 54e                                    | 2008-2010    |           | Bob Spink (2)    | UKIP         |
| 55e                                    | 2010–2015    |           | Rebecca Harris   | Conservateur |
| 56e                                    | 2015–2017    |           | Rebecca Harris   | Conservateur |
| 57e                                    | 2017–2019    |           | Rebecca Harris   | Conservateur |
| 58e                                    | 2019–Présent |           | Rebecca Harris   | Conservateur |

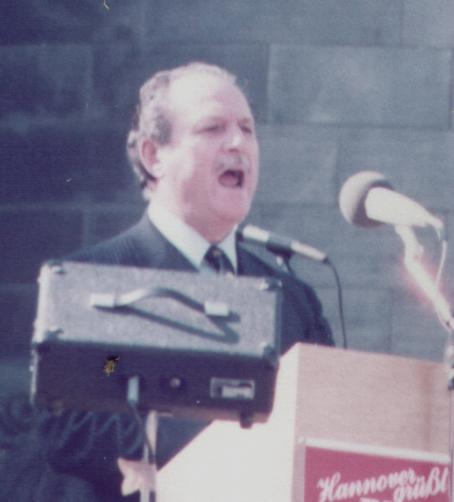
Bernard Braine (1983-1992)
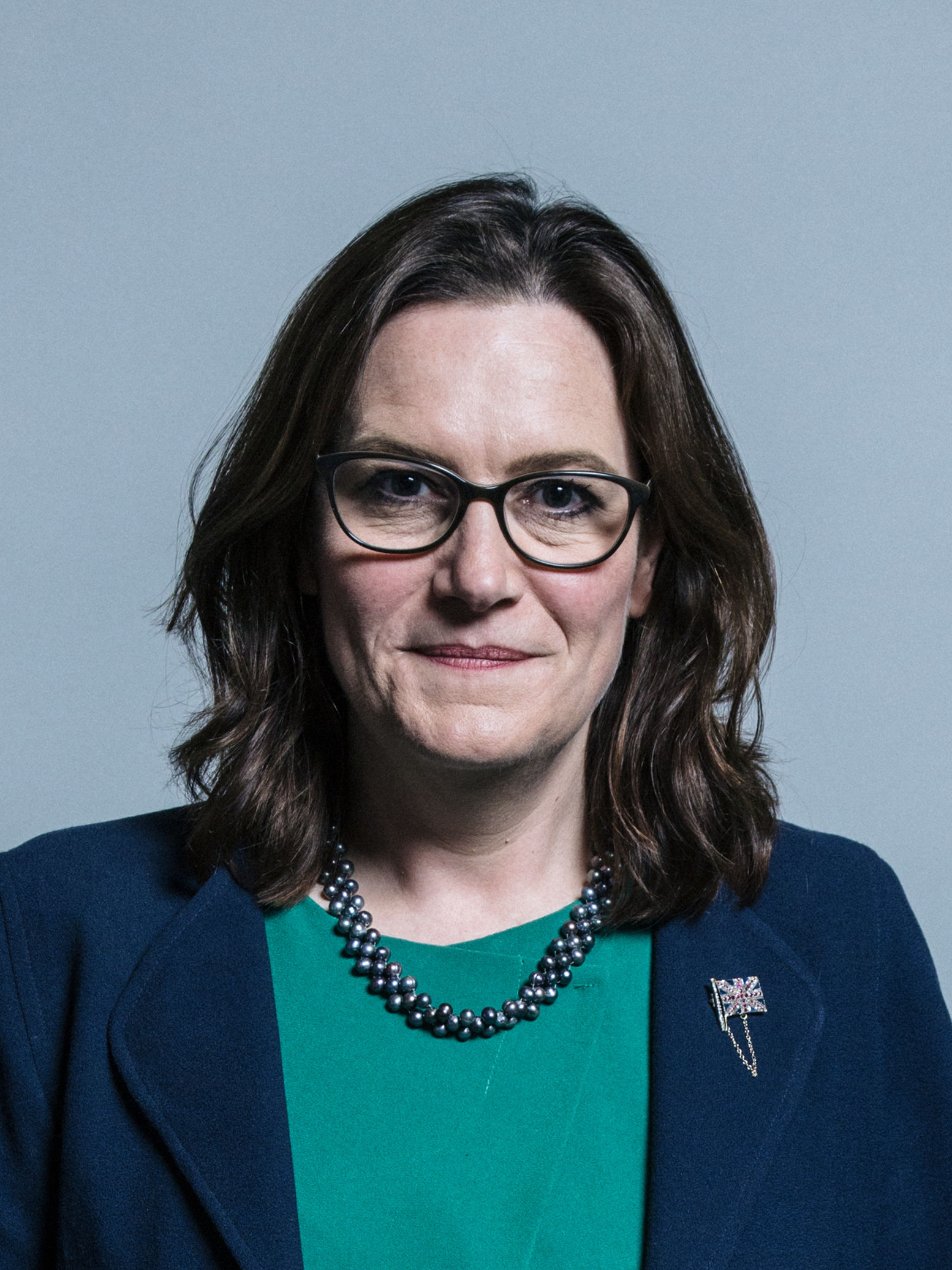
Rebecca Harris (2010-Présent)